# Torre del Burgo (kommun)
Torre del Burgo är en kommun i Spanien.   Den ligger i provinsen Provincia de Guadalajara och regionen Kastilien-La Mancha, i den centrala delen av landet, 70 km nordost om huvudstaden Madrid. Antalet invånare är 239.